# 1972 у кіно

## Події
- Створена польська кіногрупа «Призма» (пол. Zespół Filmowy «Pryzmat»).

## Фільми

### Зарубіжні фільми
- Високий блондин у чорному черевику
- Кентерберійські оповідання
- Смерть у Венеції
- Хрещений батько

### Фільми СРСР
- Життя випробовує нас
- Зірка в ночі
- Соляріс

### УРСР
- Пропала грамота

## Персоналії

### Народилися
- 1 січня — Асгар Фархаді, іранський кінорежисер і сценарист.
- 11 січня — Костянтин Хабенський, російський актор театру і кіно.
- 12 січня — Франтішек Чап, чехословацький кінорежисер і сценарист.
- 7 лютого — Робін Лайвлі, американська кіноакторка.
- 14 лютого — Валеріо Мастандреа, італійський актор.
- 24 лютого — Олег Клішин, російський актор театру і кіно.
- 24 березня — Вікторія Толстоганова, російська акторка театру і кіно.
- 17 квітня — Дженніфер Гарнер, американська акторка кіно і телебачення.
- 19 червня — Жан Дюжарден, французький актор, сценарист та режисер.
- 2 липня — Щегольков Володимир, російський актор, режисер.
- 15 липня — Костянтин Мілованов, російський актор театру і кіно.
- 30 липня — Санін Олесь Геннадійович, український кінорежисер.
- 25 вересня — Гаель Морель, французький актор, кінорежисер і сценарист.
- 1 листопада — Тоні Коллетт, австралійська акторка театру, кіно і телебачення.
- 29 грудня — Джуд Лоу, британський кіно- і театральний актор.

### Померли
- 1 січня — Моріс Шевальє, французький естрадний співак, актор кіно.
- 16 січня — Ірен Тюнк, французька акторка кіно, модель.
- 17 лютого — Попов Гаврило Миколайович, радянський російський композитор.
- 1 березня — Естрін Леонід Самійлович, український і російський радянський кінорежисер єврейського походження.
- 2 березня — Лукашевич Тетяна Миколаївна, радянська кінорежисерка і сценаристка.
- 24 березня — Толбузін Аркадій Миколайович, радянський російський актор театру і кіно, режисер, сценарист.
- 25 квітня — Джордж Сандерс, британський актор.
- 3 травня — Брюс Кебот, американський актор.
- 6 травня — Драгунський Віктор Юзефович, радянський актор і письменник-прозаїк.
- 14 травня — Корнійчук Олександр Євдокимович, радянський український компартійний письменник, драматург, публіцист.
- 18 травня — Сідні Франклін, американський режисер і продюсер.
- 23 травня — Річард Дей, канадський художник-постановник, семиразовий лауреат премії «Оскар».
- 25 травня — Аста Нільсен, данська акторка німого кіно.
- 21 липня — Яновер Давид Захарович, радянський, український організатор кіновиробництва.
- 6 серпня — П'єр Брассер, французький театральний та кіноактор.
- 23 серпня — Микола Миколайович Бубнов, радянський актор театру і кіно.
- 17 вересня — Акім Таміров, американський актор вірменського походження.
- 22 вересня — Ліванов Борис Миколайович, російський радянський актор театру і кіно.
- 23 жовтня — Борис Ліванов, російський радянський актор і режисер, народний артист СРСР (1948).
- 5 листопада — Реджинальд Оуен, британський актор.
- 6 листопада — Івченко Віктор Іларіонович, український та радянський кінорежисер.
- 10 листопада — Жизнєва Ольга Андріївна, російська і радянська акторка театру і кіно.
- 20 листопада — Енніо Флаяно, італійський письменник, журналіст, гуморист, кінокритик, сценарист та драматург.
- 25 листопада — Олександр Розумний, російський радянський режисер, заслужений діяч мистецтв РРФСР.
- 17 грудня — Окулич Володимир Леонтійович, білоруський кінооператор.
- 28 грудня — Бероєв Вадим Борисович, радянський актор театру і кіно осетинського походження.